# Thalasseus
Thalasseus là một chi chim biển trong họ Laridae.
Các loài nhàn trong chi này phân bố trên toàn thế giới, và nhiều loài của nó là những loài chim phong phú và nổi tiếng trong phạm vi của chúng. Chi này ban đầu được tạo ra bởi Friedrich Boie vào năm 1822, nhưng đã bị từ bỏ cho đến khi một nghiên cứu năm 2005 xác nhận nhu cầu về một chi riêng biệt cho loài nhạn biển có mào.
Những con nhàn biển lớn này sinh sản trong các đàn rất dày đặc trên các bờ biển và hải đảo, và đặc biệt là trong đất liền trên các hồ nước ngọt lớn thích hợp gần bờ biển. Chúng làm tổ trong một bãi đất trống.
Nhàn biển Thalasseus kiếm ăn bằng cách lặn tìm cá, hầu như luôn luôn từ biển. Chúng thường lặn trực tiếp, và không phải từ bay sát mặt nước kiếm con mồi, ví dụ như chim nhạn Bắc Cực. Con trống thường tặng con mái cá như một món quà tán tỉnh.

## Các loài
Chi này có 8 loài:
| Hình | Danh pháp                 | Tên thông dụng      | Phân bố |
| ---- | ------------------------- | ------------------- | --- |
|      | Thalasseus maximus        | Nhàn hoàng gia      | Phía bắc Hoa Kỳ đến Virginia, thỉnh thoảng trôi về phía bắc đến Maryland. Cuối phía nam của phạm vi sinh sản của chúng là Texas. |
|      | Thalasseus bergii         | Nhàn mào            | từ Nam Phi quanh Ấn Độ Dương đến trung tâm Thái Bình Dương và Australia                                                          |
|      | Thalasseus bengalensis    | Nhàn mào nhỏ        | Biển Đỏ qua Ấn Độ Dương đến tây Thái Bình Dương và Úc                                                                            |
|      | Thalasseus albididorsalis | Nhàn mào Tây Phi    | bờ biển Mauritania đến Guinea |
|      | Thalasseus bernsteini     | Nhàn mào Trung Quốc | Tỉnh Phúc Kiến, Trung Quốc và trú đông về phía nam Philippines                                                                   |
|      | Thalasseus sandvicensis   | Nhàn mào Sandwich   | Bắc Âu đến Địa Trung Hải, Biển Đen và Biển Caspi.                                                                                |
|      | Thalasseus acuflavidus    | Nhàn mào Cabot      | Bắc Mỹ đến bắc và đông Nam Mỹ.                                                                                                   |
|      | Thalasseus elegans        | Nhàn mào thanh lịch | miền nam Hoa Kỳ và Mexico và mùa đông về phía nam đến Peru, Ecuador và Chile.                                                    |

Một mảnh xương hóa thạch Pliocen sớm từ vùng đông bắc Hoa Kỳ gần giống với một con chim nhạn hoàng gia hiện đại. Nó có thể là một mẫu vật (3.7–4.8 triệu năm trước) của loài hoặc một thành viên tổ tiên của nhóm nhàn biển.